# Dolichotheca perrobusta
Dolichotheca perrobusta là một loài Rêu trong họ Hypnaceae. Loài này được (Broth.) Broth. mô tả khoa học đầu tiên năm 1924.